# Труэль, Ян
Ян Гу́стаф Труэ́ль (швед. Jan Gustaf Troell; род. 23 июля 1931, Лимхамн) — один из самых титулованных шведских кинорежиссёров, номинант на премии «Оскар» и «Независимый дух», призёр десятков международных кинофестивалей и лауреат многочисленных престижных кинопремий, включая «Серебряный медведь» 42-го Берлинале за режиссёрскую работу ленты «Капитан».
Слава на родине пришла к Труэлю с релизом дебютной драматической картины «Вот твоя жизнь», а во всём мире о молодом режиссёре узнали после премьеры высокобюджетного фильма «Эмигранты», удостоившегося двух «Золотых глобусов» и выдвигавшегося на пять «Оскаров». К концу 1960-х годов Труэль стал одним из двух лидеров шведского нового движения (вторым был Бу Видерберг, учитель и близкий друг Труэля).
Режиссёрский стиль Яна Труэля отличается поэтической образностью созданных им персонажей, энергичным крупным планом вступительных кадров и выразительным демонстрированием мыслей и чувств героев. Фильмы, созданные режиссёром, широко распространились по всему миру, многие из них стали классикой в Скандинавии.
Наиболее известен по созданию дилогии о шведских эмигрантах, в каждой части которой неизменно блистали Макс фон Сюдов и Лив Ульман: «Эмигранты» и «Поселенцы».

## Биография
Ян Труэль родился 23 июля 1931 года в южном районе муниципалитета Мальмё Лимхамн. Отцом будущего режиссёра был стоматолог Густаф Труэль. Мальчику было восемь лет, когда началась Вторая мировая война. Он вместе с родителями и двумя братьями проживал на южном берегу Швеции, напротив Копенгагена. Труэль вспоминал:
У нас был опыт с пушками, стреляющими посреди ночи, в тот момент, когда английские бомбардировщики летели из Копенгагена в Мальмё. Мои родители, очевидно, поддерживали и шведов, и англичан.
В середине 1950-х годов Труэль устроился на работу в местную школу и тогда же приобрёл 8 мм камеру, на которую снял свой первый короткометражный фильм под названием «Ложь, или томные вздохи на мельнице». Вскоре шведское телевидение выкупило у Труэля права на показ картины.
На протяжении многих лет Труэль работал оператором на съёмочных площадках проектов своего наставника и близкого друга Бу Видерберга, но уже в 1966 году дебютировал в качестве режиссёра, сняв драму «Вот твоя жизнь», сценарий которой был основан на автобиографии именитого шведского писателя Эйвинда Юнсона. В Швеции фильм имел огромную популярность и именно благодаря ей Труэля приметил драматург Вильгельм Муберг, который как раз разыскивал режиссёра для экранизации своего цикла романов «Эмигранты».
В 1968 году Труэль создал ленту «Эне, бене, рес», выигравшую главный приз 18-го Берлинского кинофестиваля. Уже через два года он приступил к съёмкам главного проекта в своей жизни — «Эмигранты» (по одноимённому сборнику романов Вильгельма Муберга) с Максом фон Сюдовым и Лив Ульман в главных ролях. Сам Муберг всячески консультировал Труэля на съёмочной площадке и, в конце концов, фильмом остался доволен. Съёмки картины проходили в самой Швеции и в США. За режиссуру и написание сценария к «Эмигрантам» Труэль был номинирован на премию «Оскар».
Спустя год режиссёр снял сиквел «Эмигрантов» — «Поселенцы» с теми же Сюдовым и Ульман, не имевший, однако, успеха своего предшественника. В 1992 году, на 42-м Берлинском кинофестивале, Труэль был удостоен «Серебряного медведя» за лучшую режиссёрскую работу фильма «Капитан». Из последующих проектов Труэля выделяются байопик «Гамсун», где в роли самого писателя задействован талисман Труэля Макс фон Сюдов, и арт-хаусный хит «Незабываемые моменты», номинированный на «Золотой глобус».
Живёт и активно работает в небольшом населённом пункте Смюгехамн. Женат на писательнице и сценаристке Агнете Ультсётер-Труэль, у пары есть есть дочь Юханна. Неоднократно заявляет, что уходить на пенсию не собирается. В декабре 2012 года состоялся выход его нового фильма — биографической драмы «Суд над покойником». Режиссёр традиционно хотел взять на главную роль Макса фон Сюдова, однако посчитал, что актёр уже слишком стар для роли харизматичного журналиста Торгни Сегерстедта.

## Значение и режиссёрский стиль
Ян Труэль — очень застенчивый человек. Он, на самом деле, не режиссёр, он — оператор, и гениальный оператор. Если у него есть хорошие актёры, он может сотворить изумительные вещи. Но он никогда не сможет дать вам «от ворот поворот», так как слишком робок. Что он делает, так это предоставляет актёрам свободу в собственных действиях. Затем он крутится вокруг камеры, и выбирает то, что, на его взгляд, получилось лучше всего. Он очень медленный. Он всегда желает снять окружающую среду из каждого угла.
К концу 1960-х годов лидерами шведского нового движения стали Ян Труэль и его учитель Бу Видерберг, оставившие позади устаревшую тенденцию снимать фильмы в документальном стиле на чёрно-белой плёнке. Они же впервые прибегли к цвету и анаморфированному формату синемаскоп, что вылилось в два крупных проекта: «Эльвира Мадиган» у Видерберга и «Эмигранты» у Труэля. Оба режиссёра сделали себе имя на этих фильмах, в то время, как их детища получали всевозможные награды на всемирных кинофестивалях.
Ранние фильмы Яна Труэля, «Эмигранты» и «Поселенцы», продолжают старую шведскую традицию, заключающуюся в сотрудничестве между автором экранизируемого произведения и режиссёром-постановщиком. Основная проблема, возникшая при создании обеих картин — долгий промежуток времени, который охватывали оба романа Муберга. Труэль преуспел в разрешении этой проблемы и в Швеции его узнали, как режиссёра, обладающего способностью превращать прозу в картинку на экране, не отступая от оригинала ни на шаг. .
«Эмигранты» был первым фильмом, основанным на эмиграционной трилогии Вильгельма Муберга. К тому времени романы Муберга уже давно были признаны в Швеции национальными эпическими поэмами. В главных ролях экранизации Труэля были задействованы наиболее прославленные актёры Швеции к началу 1970-х годов — Макс фон Сюдов в роли Карла-Оскара и Лив Ульман в роли Кристины, на тот момент прекрасно знакомые зрителям по лентам Ингмара Бергмана. Картина Труэля была некой данью уважения трудолюбивым людям, которые через «не могу» выполняли поставленные задачи.
Эмиграционная дилогия режиссёра затрагивала крайне привычную для фильмов Труэля тему — мизогинию. Сюжет большинства его картин фокусируется на борьбе одного одинокого мужчины с невыполнимой целью: сущностью, судьбой, правдой. Труэль изображает бедных людей с помощью призмы простого и архаичного языка, он смешивает тянущиеся кадры с напряжённым крупным планом.
Выделяющийся элемент режиссёрского стиля Яна Труэля — присутствие Макса фон Сюдова почти в каждой ленте. Вместе они работали с 1963 года. «Работать с Максом — это всегда приключение» — говорил Труэль.

## Фильмография
| Год  |     | Русское название | Оригинальное название     | Роль                          |
| ---- | --- | ---------------- | ------------------------- | ----------------------------- |
| 1962 | кор | Мальчик и дракон | Pojken och draken         | режиссёр, сценарист, оператор |
| 1966 | ф   | Вот твоя жизнь   | Här har du ditt liv       | режиссёр, сценарист, оператор |
| 1968 | ф   | Эне, бене, рес   | Ole dole doff             | режиссёр, сценарист, оператор |
| 1971 | ф   | Эмигранты        | Utvandrarna               | режиссёр, сценарист, оператор |
| 1972 | ф   | Поселенцы        | Nybyggarna                | режиссёр, сценарист, оператор |
| 1973 | тф  | Нити             | Gamen                     | режиссёр                      |
| 1974 | ф   | Невеста Зенди    | Zandy's Bride             | режиссёр                      |
| 1977 | ф   | Бах!             | Bang!                     | режиссёр, сценарист, оператор |
| 1979 | ф   | Ураган           | Hurricane                 | режиссёр                      |
| 1982 | ф   | Полёт Орла       | Ingenjör Andrées luftfärd | режиссёр, сценарист, оператор |

| Год  |     | Русское название     | Оригинальное название          | Роль                          |
| ---- | --- | -------------------- | ------------------------------ | ----------------------------- |
| 1988 | док | Страна саг           | Sagolandet                     | режиссёр, сценарист, оператор |
| 1991 | ф   | Капитан              | Il capitano                    | режиссёр, сценарист, оператор |
| 1996 | ф   | Гамсун               | Hamsun                         | режиссёр, сценарист, оператор |
| 1997 | док | Замороженная мечта   | En frusen dröm                 | режиссёр, сценарист, оператор |
| 2000 | док | Из Швеции            | Från Sverige i tiden           | режиссёр                      |
| 2001 | ф   | Белый как снег       | Så vit som en snö              | режиссёр, сценарист, оператор |
| 2003 | док | Воображение          | Närvarande                     | режиссёр, сценарист, оператор |
| 2007 | док | Мелодия              | Färgklang                      | режиссёр, оператор            |
| 2008 | ф   | Незабываемые моменты | Maria Larssons eviga ögonblick | режиссёр, сценарист, оператор |
| 2012 | ф   | Суд над покойником   | Dom över död man               | режиссёр, сценарист           |

## Награды и номинации
| Год  | Название               | Награда                                     | Категория                                                  | Результат                                 |
| ---- | ---------------------- | ------------------------------------------- | ---------------------------------------------------------- | ----------------------------------------- |
| 1965 | «4 x 4»                | Московский международный кинофестиваль      | Почётный диплом                                            | Победа                                    |
| 1966 | «Вот твоя жизнь»       | «Золотой жук»                               | «Лучшая режиссёрская работа»                               | Победа                                    |
| 1966 | «Вот твоя жизнь»       | Берлинский кинофестиваль                    | Приз международного евангелического жюри                   | Победа                                    |
| 1966 | «Вот твоя жизнь»       | Берлинский кинофестиваль                    | Приз Европейской конфедерации художественного кино         | Победа                                    |
| 1966 | «Вот твоя жизнь»       | Берлинский кинофестиваль                    | Награда C.I.D.A.L.C                                        | Победа                                    |
| 1966 | «Вот твоя жизнь»       | Берлинский кинофестиваль                    | «Золотой медведь»                                          | Номинация                                 |
| 1968 | «Эне, бене, рес»       | Берлинский кинофестиваль                    | «Золотой медведь»                                          | Победа                                    |
| 1968 | «Эне, бене, рес»       | Берлинский кинофестиваль                    | Приз международного евангелического жюри                   | Победа                                    |
| 1968 | «Эне, бене, рес»       | Берлинский кинофестиваль                    | Приз Международной Католической организации в области кино | Победа                                    |
| 1968 | «Эне, бене, рес»       | Берлинский кинофестиваль                    | Премия международного союза кинокритиков                   | Победа                                    |
| 1968 | «Эне, бене, рес»       | Берлинский кинофестиваль                    | Золотой приз международной гильдии писателей               | Победа                                    |
| 1971 | «Эмигранты»            | «Джусси»                                    | «Лучший иностранный режиссёр»                              | Победа также за «Поселенцев»              |
| 1971 | «Эмигранты»            | «Оскар»                                     | «Лучший режиссёр»                                          | Номинация                                 |
| 1971 | «Эмигранты»            | «Оскар»                                     | «Лучший адаптированный сценарий»                           | Номинация                                 |
| 1972 | «Поселенцы»            | «Джусси»                                    | «Лучший иностранный режиссёр»                              | Победа также за «Эмигрантов»              |
| 1972 | «Поселенцы»            | «Бодиль»                                    | «Лучший европейский фильм»                                 | Победа                                    |
| 1974 | «Невеста Зенди»        | «Давид ди Донателло»                        | «Европейский Давид»                                        | Победа                                    |
| 1977 | «Бах!»                 | Каннский кинофестиваль                      | «Золотая пальмовая ветвь»                                  | Номинация                                 |
| 1988 | «Страна саг»           | Берлинский кинофестиваль                    | Приз «Интерфильма» — почетное упоминание                   | Победа                                    |
| 1989 |                        | «Золотой жук»                               | Почётная премия за жизненные достижения                    | Победа                                    |
| 1991 | «Капитан»              | «Золотой жук»                               | «Лучший фильм»                                             | Победа                                    |
| 1991 | «Капитан»              | «Золотой жук»                               | «Лучшая операторская работа»                               | Номинация                                 |
| 1991 | «Капитан»              | Берлинский кинофестиваль                    | «Серебряный медведь» за лучшую режиссёрскую работу         | Победа                                    |
| 1991 | «Капитан»              | Берлинский кинофестиваль                    | «Золотой медведь»                                          | Номинация                                 |
| 1991 | «Капитан»              | «Аманда»                                    | «Лучший иностранный фильм»                                 | Победа                                    |
| 1996 | «Гамсун»               | Международный кинофестиваль в Вальядолиде   | «Золотой колос»                                            | Номинация                                 |
| 1996 | «Гамсун»               | Скандинавский кинофестиваль в Руане         | Гран-при жюри                                              | Победа                                    |
| 1996 | «Гамсун»               | Международный кинофестиваль в Монреале      | Гран-при за исключительный вклад в кинематограф            | Победа                                    |
| 1996 | «Гамсун»               | Международный кинофестиваль в Монреале      | Приз экуменического жюри                                   | Победа                                    |
| 1997 | «Замороженная мечта»   | Международный кинофестиваль в Вальядолиде   | «Лучший документальный фильм»                              | Победа                                    |
| 1997 | «Замороженная мечта»   | Международный кинофестиваль в Сан-Франциско | Сертификат качества                                        | Победа                                    |
| 2001 | «Белый как снег»       | Международный кинофестиваль в Монреале      | Гран-при                                                   | Номинация                                 |
| 2001 | «Белый как снег»       | «Золотой жук»                               | «Лучшая режиссёрская работа»                               | Победа                                    |
| 2001 | «Белый как снег»       | «Золотой жук»                               | «Лучшая операторская работа»                               | Победа                                    |
| 2001 | «Белый как снег»       | «Золотой жук»                               | «Лучший сценарий»                                          | Номинация                                 |
| 2008 | «Незабываемые моменты» | Международный кинофестиваль в Вальядолиде   | «Лучший оператор»                                          | Победа                                    |
| 2008 | «Незабываемые моменты» | Международный кинофестиваль в Вальядолиде   | «Золотой колос»                                            | Номинация                                 |
| 2008 | «Незабываемые моменты» | «Роберт»                                    | «Лучший неамериканский фильм»                              | Победа                                    |
| 2008 | «Незабываемые моменты» | Национальное общество кинокритиков США      | «Лучшая операторская работа»                               | Номинация                                 |
| 2008 | «Незабываемые моменты» | «Независимый дух»                           | «Лучший иностранный фильм»                                 | Номинация                                 |
| 2008 | «Незабываемые моменты» | «Золотой жук»                               | «Лучшая режиссёрская работа»                               | Номинация                                 |
| 2008 | «Незабываемые моменты» | «Золотой жук»                               | «Лучшая операторская работа»                               | Номинация                                 |
| 2008 | «Незабываемые моменты» | «Золотой жук»                               | «Лучший сценарий»                                          | Номинация                                 |
| 2008 | «Незабываемые моменты» | Международный кинофестиваль в Чикаго        | «Золотой Хьюго» (главный приз)                             | Номинация                                 |
| 2008 | «Незабываемые моменты» | «Бодиль»                                    | «Лучший неамериканский фильм»                              | Номинация                                 |
| 2012 | «Суд над покойником»   | Международный кинофестиваль в Чикаго        | «Золотой Хьюго» (главный приз)                             | Номинация                                 |
| 2012 | «Суд над покойником»   | «Золотой жук»                               | «Лучшая режиссёрская работа»                               | Номинация                                 |
| 2012 | «Суд над покойником»   | «Золотой жук»                               | «Лучшая операторская работа»                               | Номинация (совместно с Мишей Гаврюсьёвым) |
| 2012 | «Суд над покойником»   | Международный кинофестиваль в Монреале      | «Лучший режиссёр»                                          | Победа                                    |
| 2012 | «Суд над покойником»   | Международный кинофестиваль в Монреале      | Гран-при жюри                                              | Номинация                                 |